# 愛知県立守山高等学校
愛知県立守山高等学校（あいちけんりつもりやまこうとうがっこう）は、愛知県名古屋市守山区中志段味に所在する公立の高等学校。

## 設置学科
- 普通科
  - 情報ビジネスコース
  - 企業連携コース

## 沿革
- 1974年（昭和49年） - 開校。
- 2022年（令和4年）4月 - 単位制に移行[2]。企業連携コースを新設[2]。

## 校長
- 中保進 - 初代学校長

## 部活動

### 運動部
- 陸上競技部
- 硬式野球部
- サッカー部
- テニス部
- ラグビー部
- 弓道部
- バレーボール部
- バスケットボール部
- バドミントン部

### 文化部
- 演劇部
- 合唱部
- 茶華道部
- 写真部
- ボランティア部
- 図書文芸部

## 著名な出身者
- ハロルド作石（漫画家）
- 橋本省吾（漫画家）
- 松岡モトキ（ミュージシャン・音楽プロデューサー）
- 野田祐介（お笑い芸人・鬼ヶ島のメンバー）

## ゴリラーマン
ハロルド作石のデビュー作『ゴリラーマン』の舞台となる白武高校は、この守山高校がモデルである。ハロルド作石在学中当時の人物をモデルにしており、ゴリラーマンも実在の人物である。本人が無口だったのは顔に似合わず声がかわいかったから。
作者が作品を作る際、たびたび本校を訪れてカメラで撮影したものを使用して背景などを書いた。指定の制服、ジャージなどは当時から変更されたが、漫画の絵に出てくる校舎はもちろん、町の風景も近所が多い。

## 交通アクセス
- JR中央本線：神領駅下車。
- 名古屋市営バス（ゆとりーとライン）：「中志段味」バス停下車。

## 学校付近
- 常楽院
- 常泉寺
- 中志段味保育園
- 名古屋市立志段味中学校
- 東濃信用金庫 志段味支店
- JAなごや志段味支店
- 庄内川
- 名古屋市立吉根中学校
- コストコ守山倉庫店
- コメリパワー名古屋志段味店